# Aeropuerto LaGuardia
El Aeropuerto LaGuardia (en inglés, LaGuardia Airport, código de IATA: LGA, OACI: KLGA) es un aeropuerto ubicado en la ciudad de Queens, en el estado de Nueva York, y sirve principalmente a la ciudad de Nueva York. Está a 8 millas del centro de Nueva York. Su nombre proviene de un antiguo alcalde de Nueva York, Fiorello LaGuardia.
Posee dos pistas, la 4/22 y 13/31, ambas de iguales dimensiones (2134 x 46 m).
Se trata del principal aeropuerto doméstico de la ciudad de Nueva York, debido a su localización centralizada y su proximidad a Manhattan. El aeropuerto LaGuardia se ubica frente a la bahía de Flushing en Queens a unos 13 km (8 millas) del centro de Manhattan. Sin embargo, el aeropuerto no dispone de aduanas ni servicios de inmigración, y no se permiten vuelos de entrada ni de salida que excedan los 2400 km, excepto los sábados o si es un vuelo procedente de Denver, debido a la relación que une ambas ciudades. Por lo tanto, la mayoría de vuelos internacionales se reciben en los aeropuertos JFK o Newark.
La mayoría de vuelos que parten de LaGuardia tienen destino dentro de los Estados Unidos. No obstante, existen una serie de excepciones en los casos en que los vuelos procedan de aeropuertos que sí disponen de aduanas estadounidenses, como Ottawa y Toronto en Canadá, Freeport y Nasáu en las Bahamas y Bermudas.

## Operaciones
Si bien LaGuardia frecuentemente recibe aviación general, el aeropuerto cuenta principalmente con compañías aéreas regulares de la Parte 121 que brindan servicios de pasajeros a destinos regionales, nacionales e internacionales limitados. Debido a su naturaleza congestionada y proximidad a vecindarios urbanos densos, los vuelos comerciales hacia y desde el aeropuerto están sujetos a varias restricciones promulgadas tanto por la Administración Federal de Aviación (FAA) como por la Autoridad Portuaria de Nueva York y Nueva Jersey (PANYNJ). El aeropuerto casi siempre maneja aviones de fuselaje estrecho; aunque puede manejar aviones de fuselaje ancho del Airplane Design Group (ADG) IV, como el Boeing 767 y el Airbus A310, los aviones de este grupo rara vez se ven en LaGuardia.

### Restricciones de servicio

#### Vuelos internacionales
El aeropuerto no cuenta con Oficina de Aduanas y Protección Fronteriza de Estados Unidos (CBP). Como tal, las llegadas internacionales solo son posibles desde aeropuertos atendidos por la autorización previa de la frontera de los Estados Unidos. Los pasajeros y miembros de la tripulación de estos vuelos pasan por la aduana en su aeropuerto de salida y, a efectos de inmigración, se considera que se encuentran en territorio estadounidense durante todo el viaje, lo que les permite salir de LaGuardia de la misma manera que los viajeros nacionales.

#### Toque de queda y regla perimetral
Para mitigar el impacto de la contaminación acústica de los aviones y facilitar el mantenimiento de los aeródromos, tradicionalmente existe un toque de queda estacional entre las 12:00 y las 6:00 horas durante los meses cálidos del año.[  Además, una "regla de perímetro" de 1984 implementada por PANYNJ prohíbe los vuelos aéreos hacia y desde puntos a más de 2,400 km (1,500 millas), excepto los sábados o hacia Denver, Colorado. Dado que las operaciones de larga distancia generalmente requieren cargas de combustible más pesadas y aviones más grandes, el reglamento tiene como objetivo eliminar el exceso de ruido percibido generado por dichos vuelos. Los cambios a la regla del perímetro se consideraron tan recientemente como 2015, pero en 2021 se presentó un proyecto de ley del Senado del estado de Nueva York con la intención de codificar la regla y convertirla en ley.

#### Sistema de tragamonedas
Como uno de los aeropuertos Clase B más densos y congestionados de los Estados Unidos, las operaciones IFR de LaGuardia se rigen por un sistema de franjas horarias de la FAA. A los operadores se les conceden derechos individuales de despegue y aterrizaje urgentes, de conformidad con las Directrices sobre franjas horarias aeroportuarias mundiales de la Asociación Internacional de Transporte Aéreo (WASG). En 2020, la FAA respondió a las drásticas reducciones del tráfico aéreo provocadas por la Pandemia de COVID-19 suspendiendo la expiración de las franjas horarias no utilizadas en varios aeropuertos estadounidenses, incluido LaGuardia.

## Instalaciones

### Terminales
LaGuardia tiene tres terminales activas (A, B y C) con 72 puertas.[104][105] Todas las terminales están conectadas por autobuses y pasarelas. La señalización en todas las terminales fue diseñada por Paul Mijksenaar.[106] Al igual que con los otros aeropuertos de la Autoridad Portuaria, algunas terminales de LaGuardia son administradas y mantenidas por las propias aerolíneas. La Terminal B estaba bajo operación directa de la Autoridad Portuaria; sin embargo, en 2016, la operación de la Terminal B se transfirió a una empresa privada, LaGuardia Gateway Partners.
LaGuardia está pasando por un rediseño multimillonario que resultó en una nueva Terminal B y una nueva Terminal C (que abarca las antiguas Terminales C y D). La Terminal A permanece sin cambios excepto por actualizaciones menores. El nuevo diseño también consistirá en nuevas salas de entrada. La nueva Terminal B tiene dos salas de entrada denominados sala oeste (puertas 11 a 31) y sala este (puertas 40 a 59). La nueva Terminal C tiene cuatro salas de puertas (numeradas 61–69, 71–79, 82–89 y 92–98).

#### Terminal A
La Terminal A, conocida como Marine Air Terminal (MAT), era la terminal original del aeropuerto para vuelos internacionales. La terminal costera fue diseñada para dar servicio a la flota de hidroaviones, o Clippers, de Pan American Airways, la principal aerolínea internacional de Estados Unidos durante las décadas de 1930 y 1940. Cuando un Clipper aterrizó en Long Island Sound, se dirigió a un muelle donde los pasajeros podían desembarcar en la terminal. Durante la Segunda Guerra Mundial, se desarrollaron nuevos aviones terrestres cuatrimotores y los hidroaviones dejaron de transportar pasajeros regulares fuera de Nueva York después de 1947. El último vuelo de Pan American salió de la terminal en febrero de 1952 con destino a las Bermudas.
Dentro de la terminal se encuentra Flight, un mural que mide 3.7 m (12 pies) de alto y 72 m (237 pies) de largo; Fue el mural más grande creado como parte de la Works Progress Administration (WPA) de la era de la Gran Depresión. Completado por James Brooks en 1942, Flight describe la historia de la participación de la humanidad en el vuelo. El mural fue pintado sin explicación por la Autoridad Portuaria de Nueva York y Nueva Jersey en la década de 1950, posiblemente porque algunos vieron en él un simbolismo de izquierda. Después de un extenso proyecto de restauración dirigido por el historiador de la aviación Geoffrey Arend, el mural se volvió a dedicar en 1980.[109]
En 1986, Pan Am reinició los vuelos en la MAT con la compra del servicio de transporte de New York Air entre Boston, Nueva York y Washington D. C. En 1991, Delta Air Lines compró el Pan Am Shuttle y posteriormente inició el servicio desde la MAT en septiembre. 1. En 1995, la MAT fue designada monumento histórico. Una restauración de $7 millones se completó a tiempo para el 65 aniversario de vuelos comerciales del aeropuerto el 2 de diciembre de 2004. El 9 de diciembre de 2017, JetBlue y Alaska Airlines se trasladaron al MAT, mientras que Delta consolidó todos los vuelos de Delta Shuttle a la Terminal C. El 27 de octubre de 2018, Alaska Airlines finalizó todos los servicios desde el aeropuerto LaGuardia, dejando a JetBlue como el único inquilino de la terminal. El 28 de abril de 2021, Spirit Airlines comenzó a operar sus vuelos con destino a Fort Lauderdale desde la Terminal A.[111] El 20 de julio de 2021, JetBlue anunció que se trasladaría de la MAT a la Terminal B, movimiento que completaron el 9 de julio de 2022, con la reubicación de los vuelos de Boston a la Terminal B.[112][113][114] El 29 de marzo de 2022, todos los vuelos operados por Spirit Airlines ahora operaran desde MAT. El 13 de septiembre de ese año, Frontier Airlines trasladó todos sus vuelos a la Terminal A.[115] El 10 de abril de 2024, Frontier trasladó todos los vuelos a la Terminal B, dejando a Spirit como la única aerolínea que opera en la Terminal A.[116]

#### Terminal B

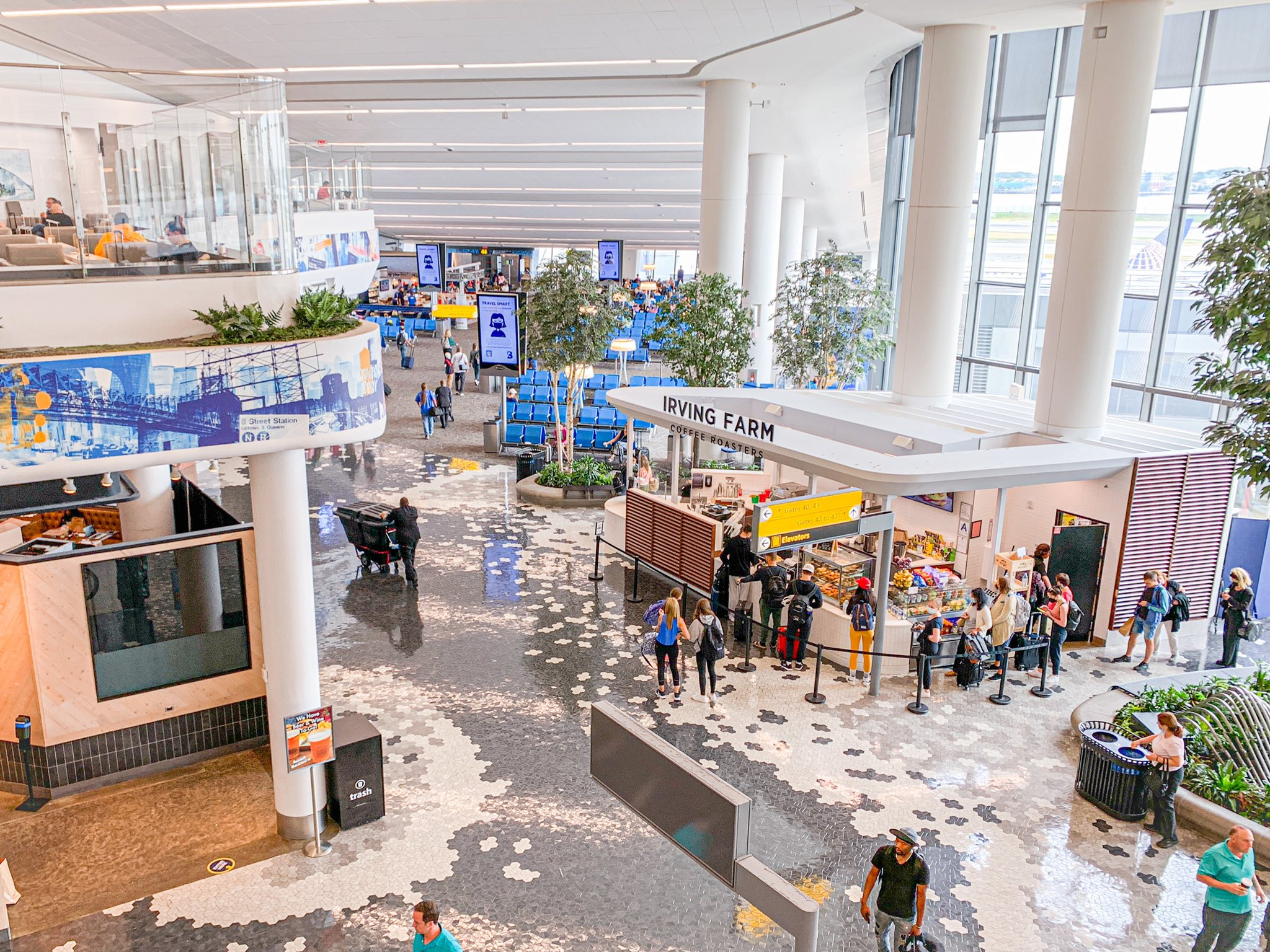
Terminal B del aeropuerto.

La Terminal B sirve a muchas aerolíneas y funciona como un gran centro para American Airlines. En 2017, se iniciaron las obras en la primera de dos nuevas salas, que reemplazaron las antiguas salas A, B, C y D. La nueva terminal fue diseñada por Hellmuth, Obata + Kassabaum.
En 2020, se inauguró la nueva cabecera de la Terminal B con un puente que la conecta con la sala este completada. El 27 de enero de 2022, se completó un segundo puente que conecta la cabecera de la Terminal B con la sala oeste.  En 2022 se derribó la antigua Terminal B.
El 31 de octubre de 2021, JetBlue Airways se trasladó a la Terminal B (excepto para vuelos a Boston), ya que la aerolínea quería facilitar las conexiones con American Airlines debido a la "Alianza del Noreste" entre ellas. Los vuelos de JetBlue en Boston se trasladaron a la Terminal B el 9 de julio de 2022.
Planos de pisos:
| 4F |                  | Puentes hacia y desde las salas                                                         |
| 3F | Salidas          | Dejada de pasajeros, emisión de billetes y documentación, seguridad, estacionamiento    |
| 2F | Llegadas         | Recogida de equipaje, servicios de autos, estacionamiento, recogida de pasajeros, taxis |
| 1F | Tránsito público | Centro de bienvenida, traslados a hoteles y autobuses.                                  |

Sala Oeste (puertas 11–31)

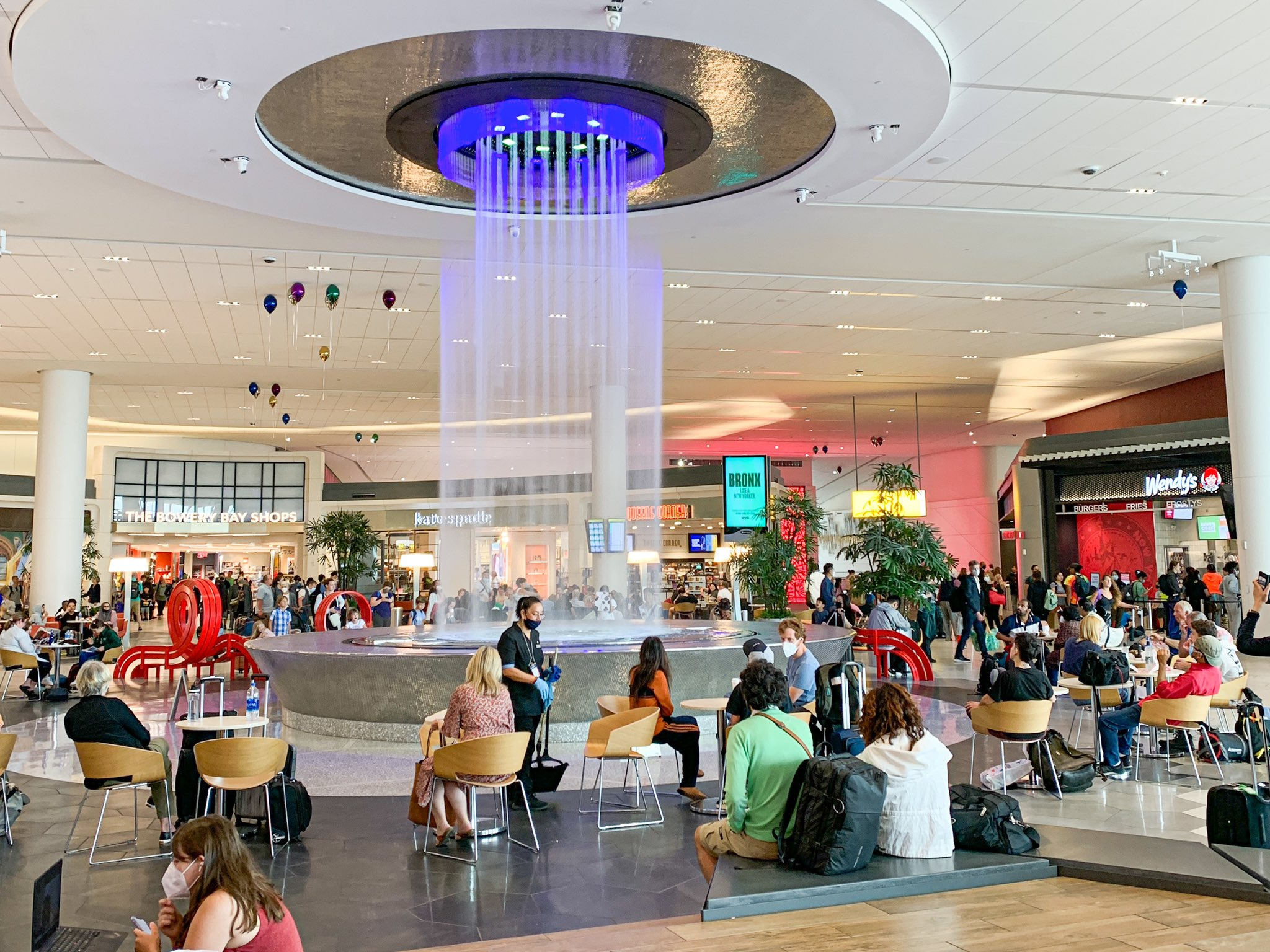
Fuente en la Terminal B del aeropuerto.

Las aerolíneas que operan desde la sala oeste son:
- American Airlines / American Eagle
- JetBlue Airways

Sala Este (puertas 40–59)

El 1 de diciembre de 2018, se abrieron once puertas en la nueva sala este de la Terminal B. El 2 de junio de 2019 se abrieron cinco puertas adicionales, lo que permitió a United Airlines trasladar todas sus operaciones en LaGuardia a la nueva terminal. Las aerolíneas que operan desde sala este:

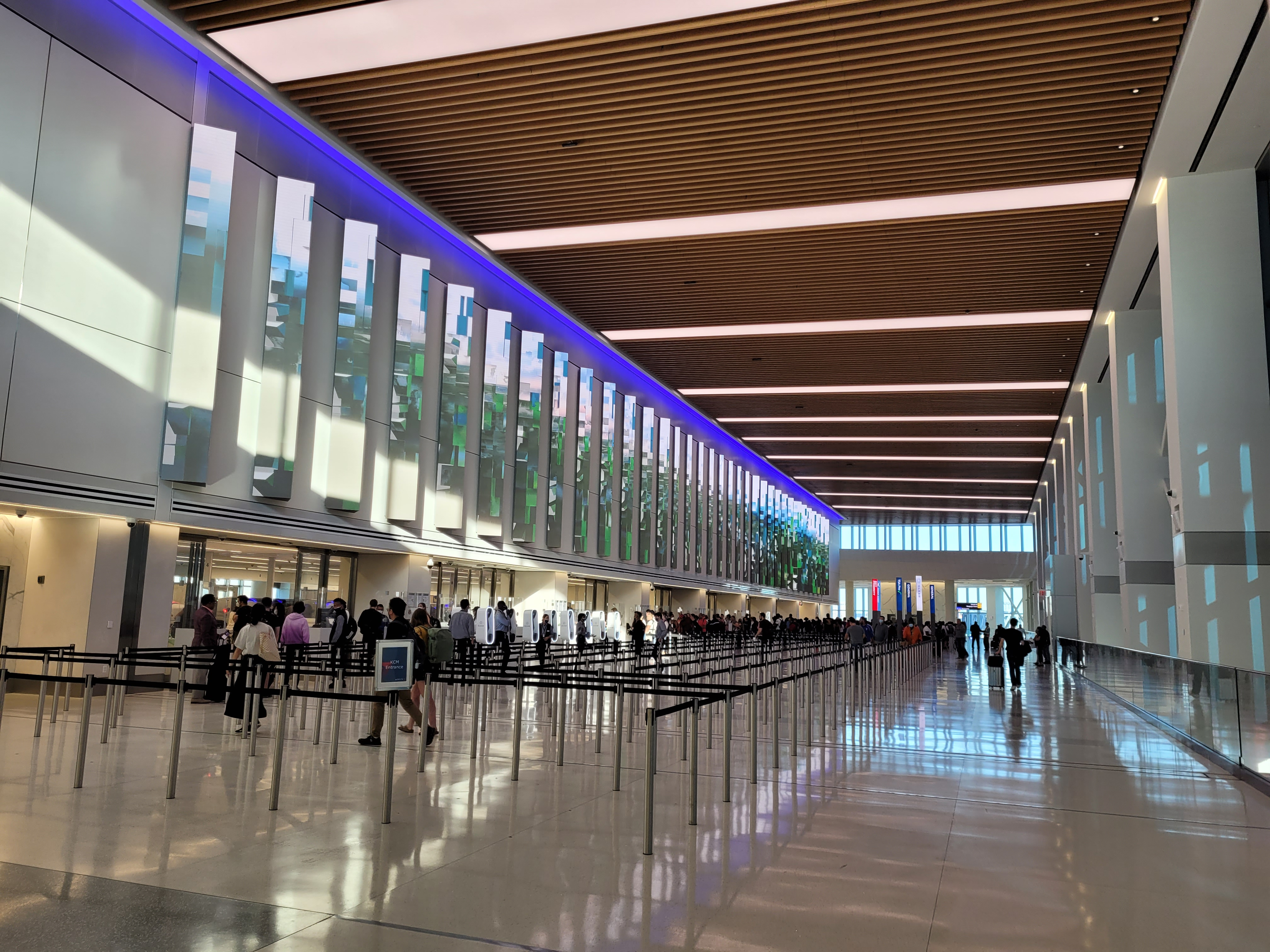
Punto de control de seguridad de la Terminal C del aeropuerto.

- Air Canada / Air Canada Express
- Frontier Airlines
- JetBlue Airways
- Southwest Airlines
- United Airlines / United Express

#### Terminal C
La nueva Terminal C, diseñada por Corgan, se inauguró el 4 de junio de 2022 y conecta con cuatro salas que prestan servicios a Delta Air Lines. Dos de estas salas son nuevas (E y G) y dos (D y F) son parte de las Terminales C y D originales y se utilizarán mientras se completan las nuevas salas. Si bien los antiguos edificios de la Terminal C y la Terminal D permanecen mientras sus salas aún están activos, las operaciones de emisión de boletos y equipaje de estas puertas se han consolidado en la nueva Terminal C. Cuando esté terminada, la nueva Terminal C incluirá acceso a 37 puertas en sus cuatro salas. La nueva Terminal C también cuenta con un Delta Sky Club, el más grande de la aerolínea.

### Antiguas terminales

#### Terminal B (1964-2022)
El Edificio de la Terminal Central (CTB) tenía originalmente seis cuadras de largo y constaba de una sección central de cuatro pisos, dos alas de tres pisos y cuatro salas (A, B, C y D) con 40 puertas de embarque. Las instalaciones de $36 millones de dólares diseñadas por Harrison & Abramovitz se inauguraron el 17 de abril de 1964. Delta y US Airways abandonaron el CTB en 1983 y 1992 respectivamente para tener sus propias terminales exclusivas en el lado este del aeropuerto. La Autoridad Portuaria y varias aerolíneas llevaron a cabo un proyecto de mejora de 340 millones de dólares en la década de 1990 para ampliar y renovar el espacio existente. La terminal fue reemplazada por la nueva Terminal B, y las puertas finales (Sala D) y la terminal ya fueron demolidas a principios de 2022.

#### Terminal C (1992-2022)

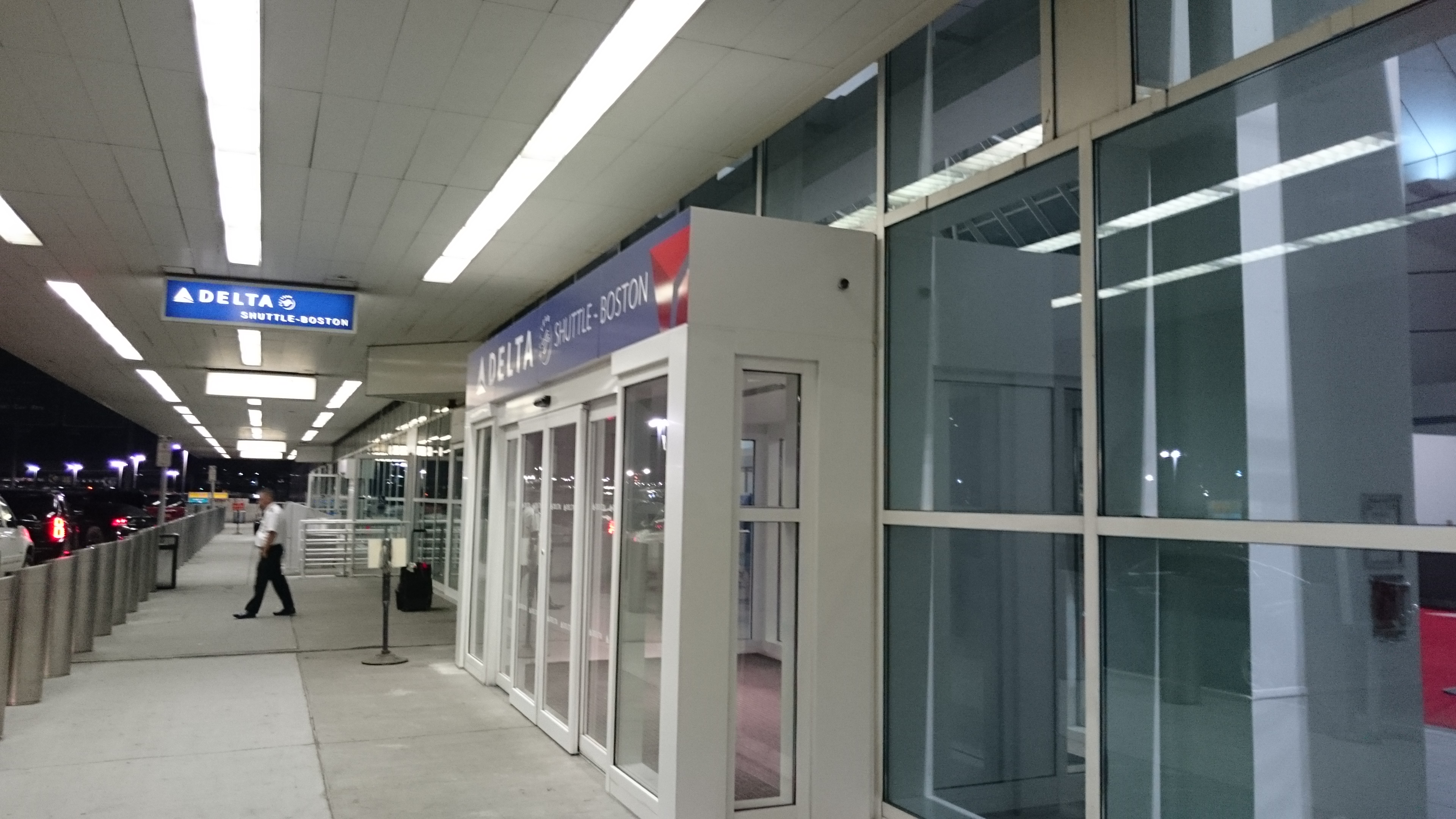
Terminal C

La Terminal C original (anteriormente conocida como Terminal East End y Terminal USAir) era una instalación de 28,000 m² (300,000 pies cuadrados) que se inauguró el 12 de septiembre de 1992, a un costo de $250 millones de dólares. Diseñado por William Nicholas Bodouva + Associates Architects and Planners, albergaba parte de las operaciones de Delta en LaGuardia. El 4 de junio de 2022 se cerraron las áreas de documentación y reclamo de equipaje de la Terminal C.
El edificio fue concebido inicialmente en un acuerdo de 1989 entre la Autoridad Portuaria y Texas Air Corporation (entonces propietario de Continental Airlines y Eastern Air Lines). Cuando Texas Air llevó a Eastern a la quiebra, sus activos, incluidos los arrendamientos de la nueva terminal, fueron transferidos a Continental. Continental nunca se mudó y, a su vez, vendió los arrendamientos (junto con la mayoría de sus espacios en LaGuardia) a US Airways como parte de una reestructuración por quiebra. Trump Shuttle, sucesor del Eastern Air Shuttle, también ocupó la terminal antes de convertirse en US Airways Shuttle.
Como resultado de un acuerdo de intercambio de franjas horarias entre Delta y US Airways, en julio de 2012, Delta ocupaba la mayor parte de la terminal (puertas C15 a C44). American (los antiguos vuelos de US Airways) operó algunos vuelos desde las puertas C35 a C44 hasta el 9 de diciembre de 2017. La terminal este conectada a la Terminal C ha sido cerrada y demolida (puertas C15-C24), y la construcción de la nueva sala E ha finalizado. La nueva explanada se abrió al público el 4 de junio de 2022. Esta nueva explanada tiene los números 70–79 en sus puertas.

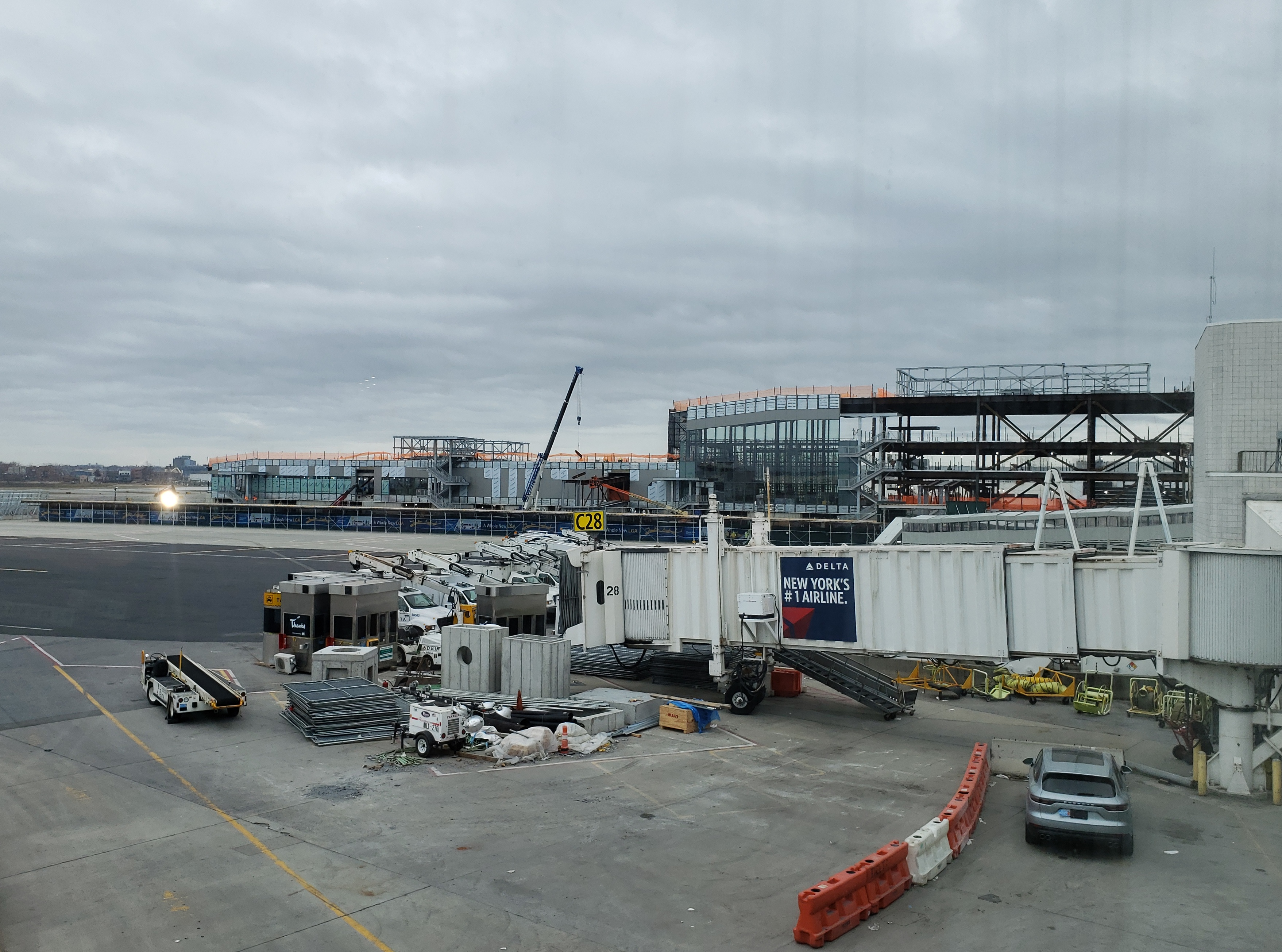
Una fotografía de marzo de 2021 de la nueva sala E, que finalmente se conectará con la nueva Terminal C de Delta, en el aeropuerto.

#### Terminal D (1983–2022)

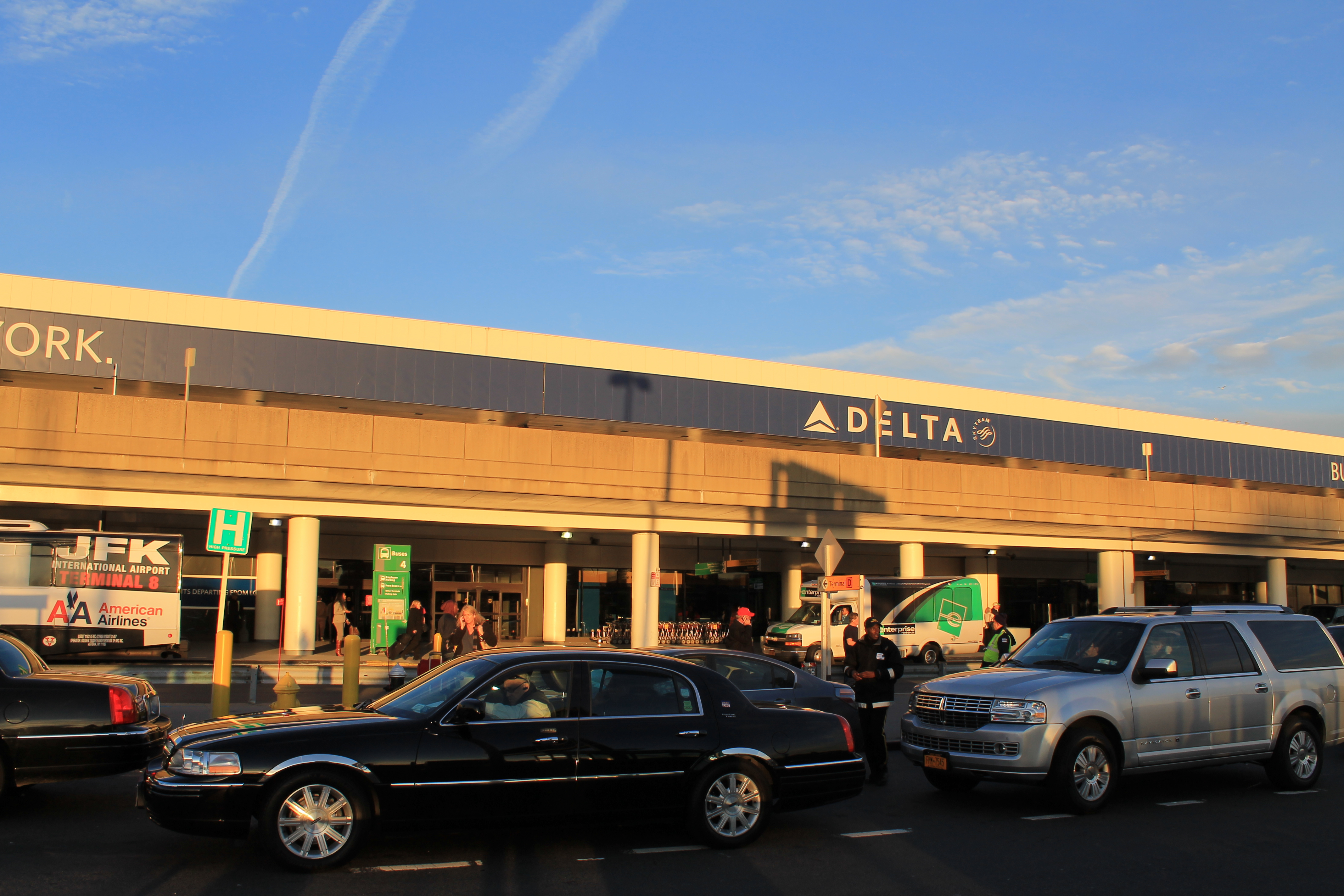
Exterior de la antigua Terminal D en 2012, ahora demolida.

La Terminal D se inauguró el 19 de junio de 1983, a un costo de aproximadamente $90 millones de dólares, y fue diseñada por William Nicholas Bodouva + Associates Architects para albergar los nuevos aviones Boeing 757 y Boeing 767 de Delta. Esta terminal también albergó a Northwest Airlines y Northwest Airlink desde su apertura en 1983 hasta la fusión con Delta en 2009.
A partir del 8 de enero de 2020, Delta Air Lines y Delta Connection operan desde la nueva sala G que estaba conectada a la Terminal D. La Terminal D estaba conectada a la Terminal C mediante una pasarela de 600 pies, que se inauguró a principios de 2013 como parte del esfuerzo de Delta para construir un centro en LaGuardia. A partir del 1 de septiembre de 2020, la pasarela entre las Terminales C y D fue demolida y actualmente está en marcha la construcción de la nueva Sala F.
A partir del 4 de junio de 2022, las áreas de documentación y reclamo de equipaje de la Terminal D fueron cerradas. Durante la semana del 12 al 18 de septiembre de 2022, se demolieron las secciones central y oriental de la Terminal D. El extremo oeste de la Terminal D con un Delta Sky Club y las puertas 81 a 85 permanecen en pie y todavía en uso. Este tramo está conectado con la nueva Terminal C a través de un puente peatonal. Las puertas restantes permanecerán en funcionamiento hasta que se complete la nueva sala F, que utilizará los números de puerta 82 a 89.

### Aviación general
Aunque no existe un edificio terminal separado para aviones de aviación general, funciona una pseudoterminal dentro de la Marine Air Terminal (Terminal A), que actualmente está administrada por Modern Aviation y que ofrece servicios completos de FBO a propietarios de aviones privados y chárter, incluidos pilotos. Cuenta con repostaje de combustible 100LL y Jet A, clima computarizado y planificación de vuelos, así como salas para pilotos y pasajeros. Para acceder a la terminal de Aviación General, un inquilino en el aeropuerto debe poseer una insignia SIDA (Área de visualización de identificación de seguridad) para acceso sin escolta, los propietarios de aeronaves en tránsito, los pilotos y los pasajeros deben ser acompañados en todo momento dentro y fuera de la Terminal GA y hasta la rampa y áreas de hangares por parte del personal del FBO.
Tras los atentados del 11 de septiembre de 2001, la Administración Federal de Aviación cambió las reglas para el aterrizaje y salida de aviones de aviación general en LaGuardia. Los pilotos que operan un vuelo no programado con reglas de vuelo instrumental (IFR) ahora deben hacer una reserva a través del sistema e-CVRS de la FAA no más de 72 horas antes de la llegada o salida del vuelo, mientras que los vuelos chárter públicos pueden hacer una reserva hasta seis meses antes. Los vuelos IFR no programados solo pueden operar en LaGuardia con una reserva de 6:00 a. m. a 9:59 p. m. hora local de lunes a viernes y de 12:00 p. m. a 9:59 p. m. hora local los domingos. Los sábados no se requieren reservaciones para vuelos IFR no programados durante todo el día. Los aviones sin reserva serán redirigidos al Aeropuerto de Teterboro o al Aeropuerto de Linden.
Una base de hidroaviones privada, EDO (FAA LID: 4NY2), opera tres vías navegables en Flushing Bay y el East River al norte del aeropuerto LaGuardia.

### Otras instalaciones
Cuando New York Air estaba en funcionamiento, su sede estaba en el Hangar 5 de LaGuardia.
Los servicios de aplicación de la ley y Equipo de Rescate de aeronaves y extinción de incendios (ARFF) son proporcionados por el Departamento de Policía de la Autoridad Portuaria de Nueva York y Nueva Jersey (PAPD). El Comando del Aeropuerto LaGuardia de la agencia (Edificio 137) se completó en 2010. Los servicios médicos de emergencia los brinda el North Shore University Hospital bajo contrato con la Autoridad Portuaria.
Con vista al final de aproximación de la pista 4 se encuentra Planeview Park, un parque urbano operado por el Departamento de Parques y Recreación de la Ciudad de Nueva York. El espacio de 0.42 ha (1.03 acres) contiene bancas y césped adyacentes a Grand Central Parkway a lo largo del perímetro sur del aeropuerto y es un lugar privilegiado para observar aviones.

## Aerolíneas y destinos

### Pasajeros
| Aerolíneas         | Destinos |
| ------------------ | --- |
| Air Canada         | Toronto–Pearson Estacional: Montreal–Trudeau |
| Air Canada Express | Montreal–Trudeau, Toronto–Pearson |
| American Airlines  | Charlotte, Chicago–O’Hare, Dallas/Fort Worth, Miami, Nueva Orleans, Orlando, Tampa, Washington–National Estacional: Aruba, Bozeman, Calgary, Fort Lauderdale (reinicia el 2 de noviembre de 2025), Fort Myers, Glacier Park/Kalispell, Raleigh/Durham, West Palm Beach |
| American Eagle     | Asheville, Atlanta (reinicia el 3 de septiembre de 2025), Boston, Búfalo, Burlington (VT) (reinicia el 5 de septiembre de 2025), Charleston (SC), Charlottesville (VA), Cincinnati (finaliza el 2 de septiembre de 2025), Cleveland, Columbia (SC), Columbus–Glenn, Dayton (finaliza el 2 de septiembre de 2025), Des Moines, Detroit, Fayetteville/Bentonville, Greensboro, Greenville/Spartanburg, Indianápolis, Knoxville (finaliza el 1 de noviembre de 2025), Little Rock, Louisville (finaliza el 2 de septiembre de 2025), Madison (reinicia el 3 de septiembre de 2025), Memphis, Mineápolis/St. Paul (finaliza el 2 de septiembre de 2025), Nashville, Norfolk, Oklahoma City, Omaha (finaliza el 2 de septiembre de 2025), Pittsburgh, Portland (ME), Raleigh/Durham, Richmond, Roanoke, San Luis, Toronto–Pearson, Tulsa, Washington–National, Wilmington (NC) Estacional: Bangor, Grand Rapids, Cayo Hueso, Halifax, Hyannis, Martha's Vineyard, Myrtle Beach, Montreal–Trudeau, Nantucket, Pensacola, Traverse City |
| BermudAir          | Bermudas (inicia el 29 de octubre de 2025) |
| Delta Air Lines    | Atlanta, Boston, Charleston (SC), Chicago–O'Hare, Dallas/Fort Worth, Denver, Detroit, Fort Lauderdale, Fort Myers, Houston–Intercontinental, Kansas City, Miami, Mineápolis/St. Paul, Nueva Orleans, Orlando, Sarasota, Tampa, West Palm Beach Estacional: Bozeman (reinicia el 20 de diciembre de 2025), Nashville, Nasáu, Salt Lake City |
| Delta Connection   | Albany, Asheville, Bangor, Birmingham (AL), Boston, Búfalo, Burlington (VT), Charleston (SC), Charlotte, Charlottesville (VA), Chattanooga, Cincinnati, Cleveland, Columbia (SC), Columbus–Glenn, Dayton, Des Moines, Fayetteville/Bentonville, Grand Rapids, Greensboro, Greenville/Spartanburg, Huntsville, Indianápolis, Jacksonville (FL), Knoxville, Lexington, Little Rock, Louisville, Madison, Memphis, Milwaukee, Montreal–Trudeau, Myrtle Beach, Nashville, Norfolk, Oklahoma City, Omaha, Pensacola, Pittsburgh, Portland (ME), Raleigh/Durham, Richmond, Roanoke, Rochester (NY), San Luis, Savannah, Siracusa, Toronto–Pearson, Tulsa, Washington–National, Wilmington (NC), Worcester Estacional: Cayo Hueso, Halifax, Hilton Head, Martha's Vineyard, Nantucket, Panama City (FL), Traverse City |
| Frontier Airlines  | Atlanta, Charlotte, Cleveland, Dallas/Fort Worth, Miami, Orlando, Raleigh/Durham |
| JetBlue Airways    | Fort Lauderdale, Orlando, Tampa, West Palm Beach Estacional: Nantucket |
| Porter Airlines    | Toronto–Pearson |
| Southwest Airlines | Atlanta, Chicago–Midway, Dallas–Love, Denver, Houston–Hobby, Kansas City, Nashville, Nueva Orleans, San Luis Estacional: Orlando |
| Spirit Airlines    | Atlanta, Charleston (SC), Charlotte, Chicago–O'Hare, Columbus–Glenn, Dallas/Fort Worth, Detroit, Fort Lauderdale, Houston–Intercontinental, Indianápolis (inicia el 8 de octubre de 2025), Miami, Myrtle Beach, Nashville, Norfolk, Nueva Orleans, Orlando, Richmond |
| United Airlines    | Chicago–O'Hare, Denver, Houston–Intercontinental |
| United Express     | Washington–Dulles Estacional: Chicago–O'Hare, Houston–Intercontinental |

### Destinos internacionales
Se ofrece servicio a 7 destinos internacionales (4 estacionales), a cargo de 8 aerolíneas.
| Ciudades                                                   | Nombre del aeropuerto                           | Aerolíneas                                                                                    |              |              |              |
| Norteamérica                                               | Norteamérica                                    | Norteamérica                                                                                  | Norteamérica | Norteamérica | Norteamérica |
| ---------------------------------------------------------- | ----------------------------------------------- | --------------------------------------------------------------------------------------------- | ------------ | ------------ | ------------ |
| Canadá (4 destinos [2 estacionales], 5 aerolíneas)         |                                                 |                                                                                               |              |              |              |
| Calgary                                                    | Aeropuerto Internacional de Calgary             | American Airlines (Estacional)                                                                |              |              |              |
| Halifax                                                    | Aeropuerto Internacional de Halifax-Stanfield   | American Eagle (Estacional) / Delta Connection (Estacional)                                   |              |              |              |
| Montreal                                                   | Aeropuerto Internacional Pierre Elliott Trudeau | Air Canada (Estacional) / Air Canada Express / American Eagle (Estacional) / Delta Connection |              |              |              |
| Toronto                                                    | Aeropuerto Internacional Toronto Pearson        | Air Canada / Air Canada Express / American Eagle / Delta Connection / Porter Airlines         |              |              |              |
| El Caribe                                                  |                                                 |                                                                                               |              |              |              |
| Aruba (1 destino [estacional], 1 aerolínea)                |                                                 |                                                                                               |              |              |              |
| Oranjestad                                                 | Aeropuerto Internacional Reina Beatrix          | American Airlines (Estacional)                                                                |              |              |              |
| Bahamas (1 destino [estacional], 1 aerolínea)              |                                                 |                                                                                               |              |              |              |
| Nasáu                                                      | Aeropuerto Internacional Lynden Pindling        | Delta Air Lines (Estacional)                                                                  |              |              |              |
| Bermudas (1 destino, 1 aerolínea)                          |                                                 |                                                                                               |              |              |              |
| Hamilton                                                   | Aeropuerto Internacional L.F. Wade              | BermudAir (inicia el 29 de octubre de 2025)                                                   |              |              |              |
| Total: 7 destinos (4 estacionales), 4 países, 8 aerolíneas |                                                 |                                                                                               |              |              |              |

## Estadísticas

### Rutas más transitadas
| Número | Ciudad                        | Pasajeros | Aerolínea |
| ------ | ----------------------------- | --------- | --- |
| 1      | Chicago, Illinois             | 1,310,000 | American Airlines, American Eagle, Delta Air Lines, Delta Connection, Spirit Airlines, United Airlines, United Express |
| 2      | Atlanta, Georgia              | 1,204,000 | American Airlines, American Eagle, Delta Air Lines, Frontier Airlines, Southwest Airlines                              |
| 3      | Miami, Florida                | 876,000   | American Airlines, American Eagle, Delta Air Lines, Frontier Airlines                                                  |
| 4      | Dallas, Texas                 | 847,000   | American Airlines, Delta Air Lines, Spirit Airlines                                                                    |
| 5      | Orlando, Florida              | 776,000   | American Airlines, Delta Air Lines, Frontier Airlines, JetBlue Airways, Southwest Airlines                             |
| 6      | Fort Lauderdale, Florida      | 730,000   | Delta Air Lines, JetBlue Airways, Southwest Airlines, Spirit Airlines                                                  |
| 7      | Charlotte, Carolina del Norte | 687,000   | American Airlines, American Eagle, Delta Connection                                                                    |
| 8      | Denver, Colorado              | 642,000   | Delta Air Lines, Frontier Airlines, Southwest Airlines, United Airlines                                                |
| 9      | Detroit, Míchigan             | 541,000   | American Eagle, Delta Air Lines, Spirit Airlines                                                                       |
| 10     | Boston, Massachusetts         | 532,000   | Delta Air Lines, Delta Connection, JetBlue Airways                                                                     |

### Tráfico anual
| Año  | Pasajeros  | Año  | Pasajeros  | Año  | Pasajeros  | Año  | Pasajeros  |
| ---- | ---------- | ---- | ---------- | ---- | ---------- | ---- | ---------- |
| 1991 | 19,686,256 | 2001 | 22,519,874 | 2011 | 24,122,478 | 2021 | 15,601,063 |
| 1992 | 19,745,847 | 2002 | 21,986,679 | 2012 | 25,707,784 | 2022 | 29,040,963 |
| 1993 | 19,804,566 | 2003 | 22,482,770 | 2013 | 26,722,183 | 2023 | 32,372,260 |
| 1994 | 20,730,467 | 2004 | 24,435,619 | 2014 | 26,954,588 | 2024 | 33,543,943 |
| 1995 | 20,599,210 | 2005 | 25,889,390 | 2015 | 28,437,668 |      |            |
| 1996 | 20,699,136 | 2006 | 25,810,603 | 2016 | 29,786,769 |      |            |
| 1997 | 21,607,448 | 2007 | 24,985,264 | 2017 | 29,502,219 |      |            |
| 1998 | 22,811,935 | 2008 | 23,076,903 | 2018 | 30,094,074 |      |            |
| 1999 | 23,926,923 | 2009 | 22,142,336 | 2019 | 31,084,894 |      |            |
| 2000 | 25,360,034 | 2010 | 23,983,082 | 2020 | 8,245,192  |      |            |

## Aeropuertos cercanos
Los aeropuertos más cercanos son:
- Aeropuerto Internacional John F. Kennedy (17 km)
- Aeropuerto Internacional Libertad de Newark (26 km)
- Aeropuerto del Condado de Westchester (35 km)
- Aeropuerto MacArthur de Long Island (65 km)
- Aeropuerto Internacional Stewart (82km)